# Зулуське королівство
Зулуське царство ([ˈzuːluː], зулу KwaZulu), яку іноді називають Імперією Зулу або царство Зулуленд — монархія в Південній Африці. У 1810-х роках зулуський лідер Шака створив сучасну постійну армію, яка об'єднала ворогуючі клани та побудувала велике військо, яке керувало широким простором Південної Африки, яка простягалася вздовж узбережжя Індійського океану від річки Тугела на півдні до річки Понгола на півночі.
У середині ХІХ століття спалахнула запекла громадянська війна, кульмінацією якої стала битва при Ндондакусука 1859 року між братами Кетчвайо та Мбуязі. У 1879 році британські війська вторглися в Зулуленд, поклавши початок англо-зулуській війні. Після початкової перемоги зулусів у битві при Ісандлуані в січні британці перегрупувалися та перемогли зулусів у липні під час битви при Улунді, завершивши війну. Територія королівства була поглинена Натальською колонією, а пізніше стала частиною Південно-Африканського Союзу.

## Історія

### Підйом за Шаки

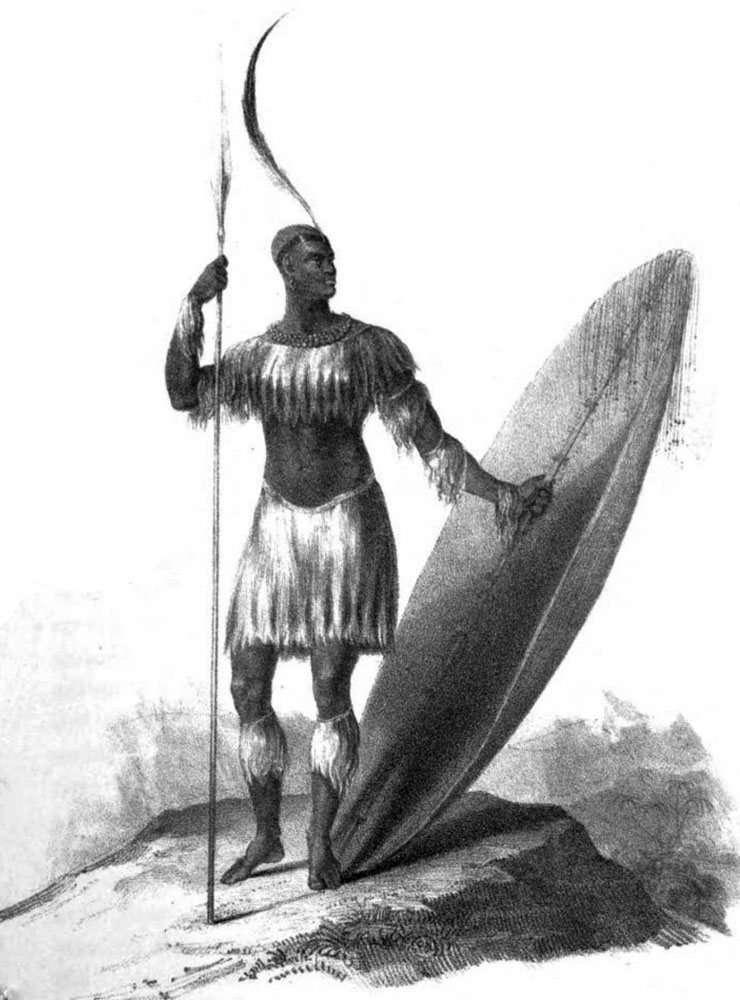
Малюнок короля Шаки (прибл. 1824)

Шака був позашлюбним сином Сензанґахони, вождя зулусів. Народився прибл. 1787 року. Він і його мати, Нанді, були вигнані Сензанґахоною і знайшли притулок у Мтетва. Шака воював як воїн під керівництвом Джобе, а потім під керівництвом наступника Джоба, Дінгісвайо, лідера союзу Мтетва. Коли Сензанґахона помер, Дінгісвайо допоміг Шаці стати королем зулу. Після смерті Дінгісвайо від рук Звіде, короля Ндвандве, близько 1818 року, Шака взяв на себе керівництво всім альянсом Мтетва.
Клан Шаки спочатку нараховував не більше кількох тисяч, але згодом після поглинання сусідніх кланів виріс до 40 000 осіб. Його військові реформи включали нові бойові прийоми, навчання та сувору дисципліну, а також заміну довгометальних списів на більш ефективні короткі колючі. Призваних на військову службу чоловіків відокремлювали від решти зулуського суспільства для підготовки до організованої постійної армії під назвою амабуто.

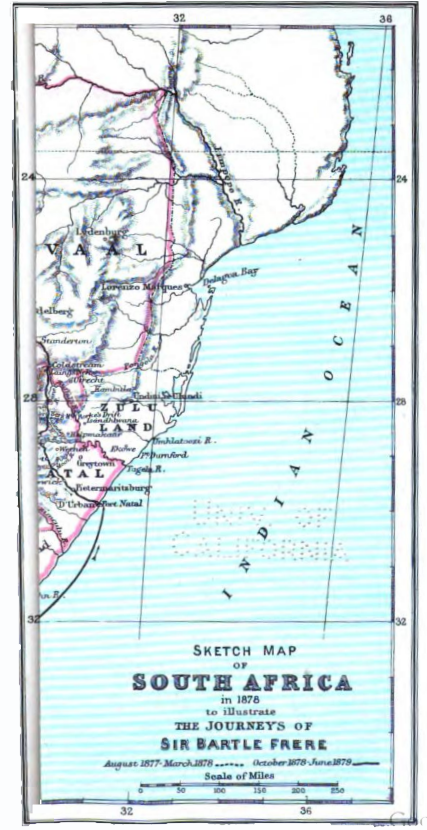

Альянс під його керівництвом пережив перший напад Звіде в битві на пагорбі Гкоклі (1818). Протягом двох років Шака переміг Звіде в битві на річці Млатузе (1820) і розбив альянс Ндвандве, деякі з яких, у свою чергу, почали вбивчу кампанію проти інших племен і кланів Нгуні, поклавши початок тому, що стало відомо як Діфакане або Мфекане, масове переселення племен, які тікали від залишків ндвандве, які тікали від зулу. Народ нгоні втік аж на північ до Танзанії та Малаві. Кількість загиблих так і не була задовільно визначена, але весь регіон майже знелюднів. До 1822 року Шака завоював імперію, яка охоплювала значну територію, охоплюючи Понголу до річок Тугера.
Відгалуження зулу, амандебеле, більш відомі в історії як матабеле, створили ще більшу імперію під керівництвом свого короля Мзіліказі, включаючи великі частини високого вельду та сучасного Зімбабве.

Карта, що ілюструє підйом імперії Зулу під керівництвом Шаки (1816—1828) у сучасній Південній Африці. Розквіт імперії Зулузмусили інші вождівства та клани тікати через велику територію південної Африки. Клани, що втікають із зони війни Зулувключали Сошангане, Звангендаба, Матабеле, Глубі, Нґване та Мфенґу. Кілька кланів опинилися між Імперією Зулу, хвилею Вортрекерів та Британською імперією, такі як коса. На схід від зеленої зони була земля Мпондо під керівництвом їхнього короля Факу та їх братського клану Мпондоміс. Факу створив Нічию землю як буфер між своїм королівством і зулусами.

### Правління Дінгане

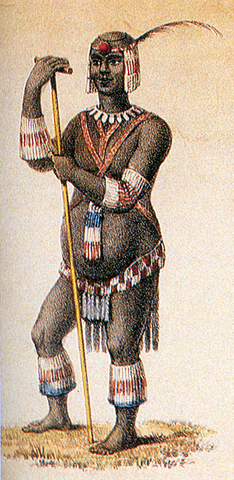
Король Дінгане, малюнок Аллена Френсіса Гардінера

Наступником Шаки став Дінгаан, його зведений брат, який змовився з Мхланганою, ще одним зведеним братом, і Мбопою, індуною, щоб убити його в 1828 році. Після цього вбивства Дінгане вбив Мхлангану і зайняв трон. Одним із перших його королівських актів була страта всіх його королівських родичів. У наступні роки, щоб забезпечити своє становище, він також стратив багатьох колишніх прихильників Шаки. Одним винятком із цих чисток був Мпанде, ще один зведений брат, якого в той час вважали надто слабким, щоб становити загрозу.

#### Зіткнення з Великим треком

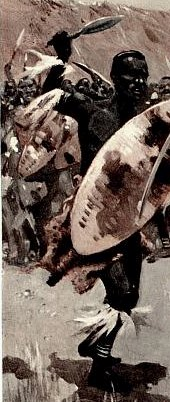
Військові інновації, такі як ассегаї, полкова система за віком і тактика оточення, допомогли зробити зулу одним із наймогутніших кланів у південній та південно-східній Африці.

У Капській колонії зростання напруженості між деякими голландськими поселенцями та британською колоніальною владою призвело до хвилі бурської міграції (також відомої як Великий трек) на північ з 1836 року з метою створення автономних бурських держав, незалежних від британського контролю. Бурські поселенці почали рухатися через Оранжеву річку на північ. Під час подорожі вони спочатку зіткнулися з королівством Ндебеле, а потім з королівством зулу Дінгане. У жовтні 1837 року лідер Великого треку Піт Ретіф відвідав Дінгане у його королівському палаці, щоб домовитися про земельну угоду для вортртрекерів. У листопаді близько 1000 фургонів вортрекерів почали спускатися Драконовими горами з Оранжевої республіки до території сучасної Квазулу-Наталь.
Дінгане попросив, щоб Ретіф і його спільнота повернули худобу, яку вкрав у нього місцевий вождь, як частину договору про землю для бурів. Ретіф і його люди зробили це, повернувшись 3 лютого 1838 року. Наступного дня було підписано договір, згідно з яким Дінгане передавав вортрекерам усі землі на південь від річки Тугела до річки Мзімвубу. Далі відбулися святкування. 6 лютого, наприкінці святкування, групу Ретіфа запросили на танець і попросили залишити зброю. На піку танцю Дінгане скочив на ноги й вигукнув «Бамбані абатакаті!» (isiZulu для «Схопити чарівників»).
Ретіф і його люди були подолані, відведені на сусідній пагорб кваMaтіванe і страчені. Деякі стверджують, що їх убили за те, що вони затримали частину худоби, яку вони повернули, але цілком імовірно, що ця угода була змовою, щоб подолати вортрекерів. Потім армія Дінгана напала на групу з 250 чоловіків, жінок і дітей вортрекерів, які таборували неподалік, і вбила їх. Місце цієї різанини сьогодні називається Вейнен (голландською означає «плакати»). Вортрекери, що залишилися, обрали нового лідера, Андріса Преторіуса, який 16 грудня 1838 року очолив нищівну атаку на зулуські сили та Дінгане в битві на Блад-Рівер, коли 15 000 зулуських імпі (воїнів) напали на групу з 470 поселенців вортрекерів на чолі з Преторіусом.

### Правління Мпанде

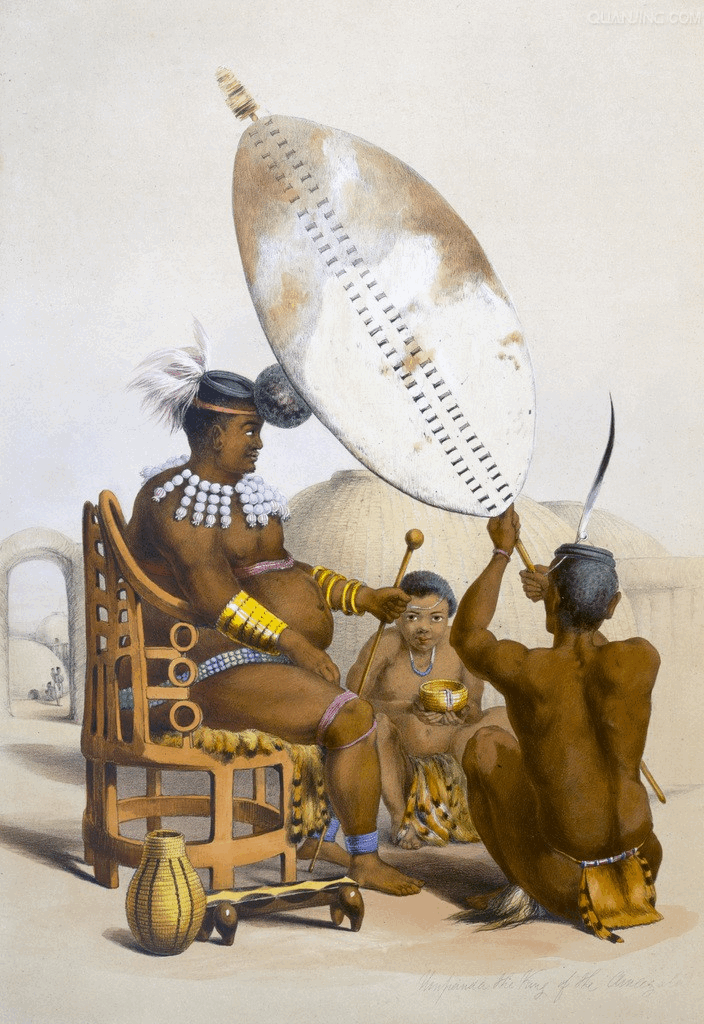
Король Мпанде, малюнок Джорджа Френча Ангаса

Після поразки Дінгане спалив свій королівський дім і втік на північ. Мпанде, зведений брат, якого врятували від репресій Дінгане, втік із 17 000 послідовників і разом з Преторіусом і Вортрекерами пішов воювати проти Дінгане. Дінгане було вбито біля сучасного кордону Свазіленду. Тоді Мпанде перебрав на себе правління нацією зулу.
Після кампанії проти Дінгана в 1839 році Вортрекери під керівництвом Преторіуса сформували бурську Республіку Наталь на південь від Тугели та на захід від британського поселення Порт-Натал (нині Дурбан). Мпанде і Преторіус підтримували мирні відносини. Однак у 1842 році спалахнула війна між англійцями та бурами, що призвело до британської анексії Наталю. Мфанде змінив свою прихильність на користь британців і залишився з ними в добрих стосунках.
У 1843 році Мфанде наказав знищити можливих дисидентів у своєму королівстві. Це призвело до численних смертей і втечі тисяч біженців до сусідніх територій (включаючи контрольований Британією Наталь). Багато з цих біженців втекли з худобою. Мпанде почав набіги на прилеглі території, кульмінацією яких стало вторгнення в Свазіленд у 1852 році. Однак англійці змусили його відступити, що він незабаром і зробив.

### Правління Кечвайо
У цей час між двома синами Мпанде, Кечвайо та Мбуязі, розгорілася боротьба за престолонаслідування. Кульмінацією цього стала битва при Ндондакусука 1856 року, в якій загинув Мбуязі. Тоді Кечвайо почав узурпувати владу свого батька. Коли Мпанде помер від старості в 1872 році, королівство очолив Кечвайо.

#### Британське завоювання

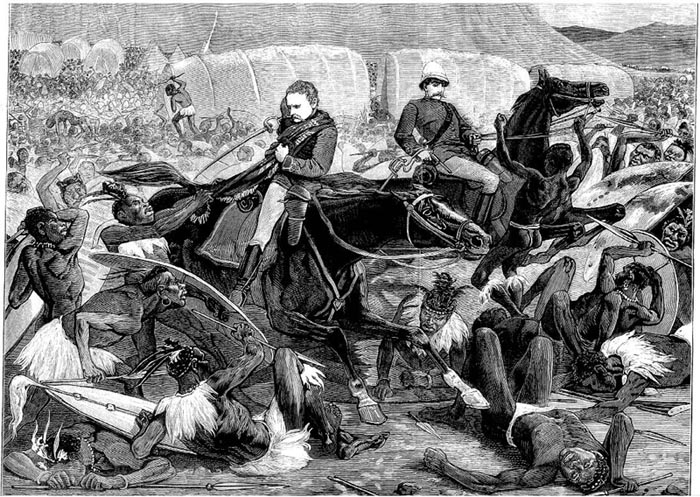
Битва при Ісандлуані, 1879 рік

11 грудня 1878 року, маючи намір розпалювати війну із зулусами, сер Генрі Бартл Фрер з власної ініціативи та без схвалення британського уряду пред'явив королю зулусів Кечвайо ультиматум на умовах, які він ніяк не міг виконувати: щоб зулуська армія була розпущена, а зулуси прийняли британського резидента. Наприкінці грудня 1878 року британські війська форсували річку Тугела. Спочатку 22 січня 1879 року британці зазнали важкої поразки в битві при Ісандлуані, де зулуська армія вбила понад 1000 британських солдатів за один день.
Розгортання Зулу в Ісандлуані показало добре організовану тактичну систему, яка зробила королівство Зулу успішним протягом багатьох десятиліть. Це стало найгіршою поразкою, яку коли-небудь зазнавала британська армія від місцевих африканських бойових сил. Поразка спонукала до перенаправлення військових зусиль, і британці, незважаючи на чисельну перевагу, почали перемагати в невеликих боях, а згодом у більших зіткненнях. Бойові дії завершилися облогою Улунді, столиці зулусів, і подальшою поразкою королівства зулусів.

#### Поділ і смерть Кечвайо

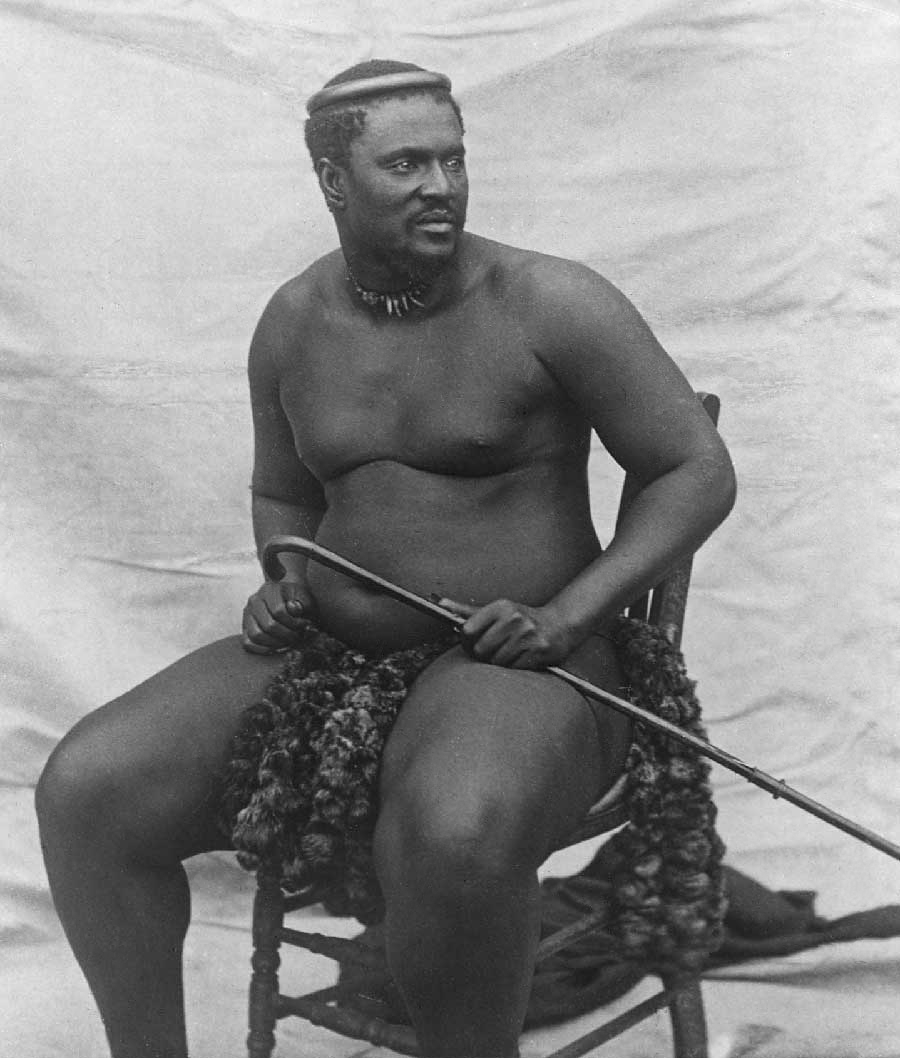
Король Кечвайо (прибл. 1875)

Кечвайо був схоплений через місяць після поразки, а потім засланий до Кейптауна. Британці поклали правління королівством Зулу на 13 «королів», кожен з яких мав своє підкоролівство. Незабаром між цими підкоролівствами спалахнув конфлікт, і в 1882 році Кечвайо було дозволено відвідати Англію. Він мав аудієнцію з королевою Вікторією та іншими відомими персонажами, перш ніж йому дозволили повернутися до Зулуленду, щоб посісти свою посаду короля.
У 1883 році Кечвайо був призначений королем над буферною територією резерву, значно меншою від його початкового королівства. Пізніше того ж року на Кечвайо напав в Улунді Зібхебху, один із 13 королів. Кечвайо був поранений і втік. У лютому 1884 року Кечвайо помер, можливо, від отруєння. Трон успадкував його син Дінузулу, якому тоді було 15 років.
Академік Роберто Бреші зазначає, що прапор Зулуленду був у вжитку з 1884 по 1897 рік. Він складався з трьох горизонтальних смуг однакової ширини золотого, зеленого та червоного кольорів. Проте, як зазначає у своїй книзі А. П. Бургерс це лише припущення.

### Правління та вигнання Дінузулу

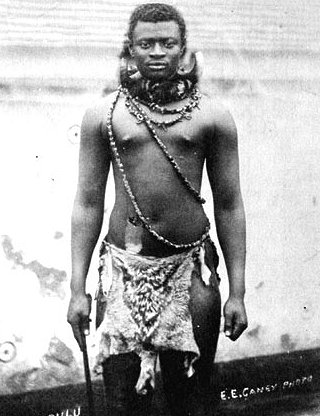
Король Дінузулу (прибл. 1883)

Дінузулу уклав угоду з бурами, пообіцявши їм землю в обмін на допомогу. Бурів очолив Луїс Бота. Дінузулу та бури перемогли Зібхебху в 1884 році. Їм було надано для ведення фермерського господарства близько половини Зулуленду, і вони сформували незалежну Республіку Вріхейд. Це насторожило англійців, які хотіли перешкодити бурам отримати доступ до гавані. Потім у 1887 році британці анексували Зулуленд. Пізніше Дінузулу став учасником конфліктів із суперниками. У 1906 році Дінузулу звинуватили в причетності до повстання Бамбати. Він був заарештований і відданий під суд британцями за «державну зраду та публічне насильство». У 1909 році його засудили до десяти років ув'язнення на острові Святої Єлени. Коли було створено Південно-Африканський Союз, Луїс Бота став його першим прем'єр-міністром, і він організував повернення свого старого союзника Дінузулу до Південної Африки та проживання у вигнанні на фермі в Трансваалі, де він і помер у 1913 році.
Син Дінузулу Соломон каДінузулу ніколи не був визнаний південноафриканською владою королем зулу, лише як місцевий вождь, але його все більше вважали королем вожді, політичні інтелектуали, такі як Джон Лангалібалеле Дубе, і звичайні люди зулу. У 1923 році Соломон заснував організацію Інката ЯКваЗулу для просування своїх претензій на королівство, яка стала відмираючою, а потім була відроджена в 1970-х роках Мангосуту Бутелезі, головним міністром бантустану Квазулу. У грудні 1951 року син Соломона Кіпріан Бекузулу каСоломон був офіційно визнаний верховним вождем народу зулу, але реальна влада над звичайним народом зулу належала південноафриканським урядовцям, які працювали через місцевих вождів, яких можна було усунути з посади за неспроможність співпрацювати.

## Новітня історія

### Бантустан Квазулу
Квазулу був бантустаном у Південній Африці, призначеним урядом апартеїду як напівнезалежною батьківщиною для народу зулу. В 1980 році столиця країни була перенесена з Нонгоми до Улунді.
До її скасування в 1994 році її очолював вождь Мангосуту Бутелезі з королівської родини Зулу та голова Партії свободи Інката (IFP). Вона була об'єднана з навколишньою південноафриканською провінцією Наталь, щоб утворити нову провінцію Квазулу-Наталь.
Назва квазулу перекладається приблизно як місце зулусів, або більш формально Зулуленд.

### Сучасний Зулуленд
Територія, яка колись була королівством Зулу, зараз є частиною південноафриканської провінції Квазулу-Наталь, однієї з дев'яти провінцій країни, і значна частина території складається з заповідників дикої природи, а основним джерелом доходу є туризм — територія відома своїми пагорбами, вкритими саванами. Він є домом для проєкту ВФДП із реінтродукції чорних носорогів, відомого як «Проєкт розширення ареалу чорного носорога» в Заповіднику носорогів Зулуленду (ZRR). ZRR — це заповідник площею 20 000 гектарів, що складається з 15 індивідуальних ферм, які опустили паркани з метою подальшого збереження. Зулуська королівська сім'я все ще виконує багато важливих церемоніальних обов'язків.

## Подальше читання
- Bryant, Alfred T. (1964). A History of the Zulu and Neighbouring Tribes. Cape Town: C. Struik. с. 157.
- Chisholm, Hugh, ред. (1911). // Encyclopædia Britannica (англ.) (вид. 11-те). Cambridge University Press. с. 1050—1055. {{cite encyclopedia}}: Пропущений або порожній |title= (довідка)
- Morris, Donald R. (1965). The Washing of the Spears: the Rise of the Zulu Nation. New York: Simon and Schuster. с. 655.
- Deflem, Mathieu. (1999). Warfare, Political Leadership, and State Formation: The Case of the Zulu Kingdom, 1808—1879. Ethnology 38(4):371–391.